# The Tower (filme de 2012)
Tawo (hangul: 타워; bra: Pânico na Torre) é um thriller de desastre sul-coreano de 2012 sobre um incêndio que se inicia em um arranha-céu de luxo no centro de Seul na véspera de Natal. O filme é dirigido por Kim Ji-hoon, e estrelado por Sol Kyung-gu, Kim Sang-kyung e Son Ye-jin nos papéis principais. Foi lançado nos cinemas em 25 de dezembro de 2012.

## Enredo
Lee Dae-ho (Kim Sang-kyung) é um pai solteiro e gerente do luxuoso complexo de edifícios de 120 andares, Tower Sky, em Yeouido, Seul. Ele é um empregado sério, querido por seus colegas e está secretamente apaixonado e secretamente até queria se casar com Seo Yoon-hee (Son Ye-jin), uma gerente de restaurante. O proprietário do complexo, o Sr. Jo decide realizar uma festa de "Natal Branco" para inquilinos e VIPs na véspera de Natal, com helicópteros circulando acima com enormes luzes fixadas abaixo deles, espalhando neve sobre a festa. Dae-ho prometeu passar o dia em um parque de diversões com sua filha Ha-na, mas teve que cancelar quando ele é necessário na festa. No entanto, o prédio tem sprinklers de água defeituosos devido a canos congelados, mas o Sr. Cha, o chefe da seção de segurança da Tower Sky, está mais preocupado com a festa do que com quaisquer possíveis erros arquitetônicos dentro do prédio, apesar dos avisos de seus colegas empregadores sobre esses erros. (Um exemplo de seus avisos é quando o cozinheiro Young-cheol (Jeon Bae-soo) acidentalmente deixa o fogão ligado por muito tempo e provoca um pequeno incêndio) Young-cheo está apaixonada por uma recepcionista do prédio chamada Min-jung, e até foge da cozinha enquanto está de serviço para preparar um sorvete para ela. Enquanto isso, Lee Seon-woo (Do Ji-han) é um bombeiro novato entrando no Corpo de Bombeiros de Yeouido. Quando ele é aceito, ele descobre que muitos dos bombeiros têm mais folgas do que trabalho real. Em uma brincadeira para enganar Seon-woo, os outros bombeiros tocam o alarme de incêndio para o esquadrão montar enquanto ele toma banho, fazendo com que ele apareça na frente de toda sua equipe nu, para os outros bombeiros e até para seu próprio prazer quando colocaram seu capacete nele pela primeira vez.
Enquanto a festa está a todo vapor, e enquanto Young-cheo propõe uma rosa para Min-jung em um elevador, grandes rajadas de vento fazem um dos helicópteros perder o controle e as luzes acopladas colidem com a ponte de vidro que conecta os dois edifícios Tower Sky  e no lado de um dos edifícios. Outro dos helicópteros, em seguida, colide com o prédio, fazendo com que o helicóptero vaze combustível e o prédio pegue fogo. Cacos de vidro caem sobre os convidados abaixo, que incluem o Sr. Yoon (Song Jae-ho) e sua amiga Sra. Jung (Lee Joo-shil), enquanto outra das enormes luzes cai e bate em um ônibus. Em um ponto, durante a evacuação, algumas pessoas, incluindo um guarda de segurança, entram em um elevador, apesar das advertências para não usá-lo, já que o segurança impede Yoon-hee e Ha-na de entrar no momento em que estão prestes a embarcar. Enquanto desce, ocorre uma explosão abaixo do elevador, que o interrompe em seu caminho. Isso literalmente frita as pessoas que estão lá dentro enquanto derretem seus sapatos até que o elevador exploda, matando todos nele. Dae-ho se move rapidamente para salvar Ha-na, Yoon-hee e seus colegas. Ao mesmo tempo, os bombeiros Kang Young-ki (Sol Kyung-gu) e Seon-woo lutam para controlar o incêndio, ajudando Dae-ho no processo. Juntos, eles lutam para salvar a vida de todos. Enquanto Yoon-hee, Ha-na, Young-cheol, Ming-jung e os outros se refugiam no restaurante chinês do prédio, os bombeiros decidem conter o incêndio em sua origem, o 63º andar, onde o helicóptero caiu. Apesar de conter o fogo naquele andar, ele se espalha ainda mais dentro do prédio. No final, Young-ki sacrifica sua própria vida para salvar não só Seon-woo, mas também para todas as pessoas no futuro, detonando o interruptor manualmente dentro dos tanques de armazenamento de água, já que ele acidentalmente deixou cair o controle remoto enquanto estava a caminho. Enquanto isso, o prefeito de Seul ordena aos bombeiros que detonem uma bomba para demolir o prédio a fim de evitar que tombe sobre a outra torre gêmea, o que resultaria em efeito cascata - falha estrutural da Torre Sky e dizimar parte da ilha distrito de Yeouido, causando danos colossais e vítimas. Antes de os créditos rolarem, a câmera aponta no ar em direção aos restos da Tower Sky no amanhecer do dia de Natal, que agora é deixado com um único arranha-céu de 108 andares, com o distrito de Yeouido coberto por uma nuvem de poeira gerada pelas ruínas da Torre Riverview.

## Elenco
- Sol Kyung-gu – Capitão Kang Young-ki
- Kim Sang-kyung – Lee Dae-ho
- Son Ye-jin – Seo Yoon-hee[9][10][11][12]
- Kim In-kwon – Sargento Oh Byung-man
- Ahn Sung-ki – Seo-jang, chefe do Corpo de Bombeiros de Yeouido
- Song Jae-ho – Sr. Yoon, o velho
- Lee Joo-shil – Sra. Jung, amiga do Sr. Yoon
- Lee Han-wi – Sr. Kim, presbítero da igreja
- Kwon Tae-won – Jang, o Comissário dos Bombeiros
- Jeon Guk-hyang – Ae-ja
- Jung In-gi – Cha, o chefe da seção de segurança
- Cha In-pyo – Presidente Jo
- Jeon Bae-soo – Young-chul, o cozinheiro
- Kim Sung-oh – In-gun
- Min Young – Nam-ok, a mulher grávida
- Park Jun-seo – assessor
- Lee Joo-ha – Min-jung, a recepcionista
- Do Ji-han – Lee Sun-woo, o bombeiro novato[13]
- Jo Min-ah – Lee Ha-na, filha de Dae-ho
- Lee Sang-hong – bombeiro de Yeouido
- Jin Mo – bombeiro de Yeouido
- Chu Min-ki – bombeiro de Yeouido
- Kang Poong – bombeiro de Yeouido
- Kwon Hyun-sang – Young-hoon
- Lee Chang-yong – especialista em QG de comando
- Lee Chang-joo – secretária particular de Jo
- Park Chul-min – cozinheiro chefe
- Kim Eung-soo – Jin
- Park Jeong-hak – Jung
- Park Yong-su – Park
- Kim Soo-jin – esposa de Yeong-gi
- Nam Sang-seok – repórter em frente à Tower Sky
- Kwon Young-hee – repórter em frente à Tower Sky
- Lee Min-woo – repórter em frente à Tower Sky

## Produção
O diretor Kim Ji-hoon (que anteriormente dirigiu o Setor 7 e 18 de maio) foi inspirado no filme de Hollywood de 1974 The Towering Inferno e em sua experiência pessoal ao ver o Edifício 63 em Seul pela primeira vez como um estudante do ensino médio e imaginando como seria estar preso dentro.
A equipe construiu 26 cenários diferentes para criar vários espaços na fictícia Tower Sky de 108 andares, como um restaurante chinês, elevadores e uma passarela de vidro de pedestres entre os dois blocos. Para as cenas envolvendo água no 80º andar, os atores Sol Kyung-gu e Kim Sang-kyung filmaram em um recipiente de água ambientado na cidade de Goyang, província de Gyeonggi, sem o uso de dublês.
Kim trabalhou na pós-produção do filme por dois anos. 1.700 cortes de 3.000 foram baseados em CGI e 500 dos cortes CG foram cut scenes 3D completos. Para maior autenticidade, as filmagens de ação ao vivo foram combinadas com CGI, como a filmagem de uma miniatura nos Estados Unidos com uma câmera de controle de movimento para a cena final.

## Bilheteria
Em seu lançamento no cinema em 25 de dezembro de 2012, The Tower atraiu 431.759 entradas, a segunda maior venda de ingressos para o dia de abertura na história do cinema coreano (depois de The Thieves' 436.628). Ele vendeu dois milhões de ingressos em sua primeira semana, 3,54 milhões em sua segunda semana, e 4,45 milhões em sua terceira semana. Em 22 de janeiro de 2013, ele se tornou o primeiro filme coreano em 2013 a atingir a marca de cinco milhões.

## Internacional
O filme foi pré-vendido pela CJ Entertainment para Entertainment One no Reino Unido, Splendid na Alemanha, Benelux, Zylo para territórios de língua francesa, Horizon International na Turquia, Rainbow Entertainment em Cingapura, Indonésia e Malásia; e Jonon Source na Mongólia.
The Tower teve uma receita de HK$4,733,937 nas bilheterias de Hong Kong.